# William C. Olson
William C. Olson (* 19. August 1920 in Denver; † 26. Oktober 2012 in Gaithersburg) war ein US-amerikanischer Politikwissenschaftler, der als Professor an der American University forschte und lehrte. Sein Fachgebiet waren die Internationalen Beziehungen. Er war Gründungspräsident der Honor Society for International Studies Sigma Iota Rho. 1968/69 amtierte er als Präsident der International Studies Association (ISA).
Olson wurde 1942 an der University of Denver graduiert. Nach fünf Jahren Militärdienst im Zweiten Weltkrieg kehrte er nach Denver zurück, um mit seinem Mentor Ben M. Cherrington zusammenzuarbeiten. 1953 wurde er an der Yale University zum Ph.D. promoviert. Danach ging er an das Pomona College in Claremont und entwickelte ein Lehrprogramm für Internationale Beziehungen. Von 1961 bis 1965 leitete er in Washington D.C. die Abteilung für auswärtige Angelegenheiten des Legislative Reference Service an der Library of Congress. Anschließend war er bis 1967 stellvertretender Dekan der School of International Affairs der Columbia University. Danach wechselte Olson zur Rockefeller Foundation und leitete deren Bellagio Center am Comer See. 1980 wurde er Dekan der School for International Service an der American University.
1984 gründete er Sigma Iota Rho. Ihm zu Ehren verleiht die American University jährlich den William C. Olson Award for Outstanding Teaching by a PhD Student.

## Schriften (Auswahl)
- Mit A. J. R. Groom: International relations then and now. Origins and trends in interpretation. HarperCollins Academic, London 1991, ISBN 0-04-445102-4.
- Mit Fred Sondermann: The theory and practice of international relations. Prentice-Hall, Englewood Cliffs 1966.